# OSCAR 10
OSCAR 10 (auch AMSAT-OSCAR 10, COSPAR-Bezeichnung: 1983-058B) ist ein Amateurfunksatellit der OSCAR-Reihe. Er wurde am 16. Juni 1983 beim Start einer Ariane-1-Trägerrakete vom Centre Spatial Guyanais als Sekundärnutzlast mit dem Satelliten ECS-1 zunächst in eine Geostationäre Transferbahn gebracht. Danach manövrierte er mit Hilfe des bordeigenen Triebwerksystems in einen sogenannten Molnija-Orbit mit dem  Apogäum über der Nordhalbkugel. Gebaut wurde er durch AMSAT Deutschland.

## Aufbau und Nutzlast
Der Satellit hatte eine Startmasse von 140 kg und eine Leermasse von 44 kg und die Form eines dreiachsigen Sterns mit 60 cm Durchmesser und einer Höhe von 50 cm (ohne Antennen).
OSCAR 10 ist mit verschiedenen Antennensystemen ausgerüstet. An der Oberseite sind drei Dipolantennen für zirkular polarisierte Signale für den Frequenzbereich von 435 MHz, sowie drei einpolige Antennen mit Reflektoren für den 144-MHz-Frequenzbereich (2-m-Band) vorhanden. Zusätzlich ist an jedem Sternende eine ungerichtet strahlende Antenne für den 70-cm bzw. 2-m-Bereich vorhanden. Er verfügt über zwei Transponder, einer davon ein Mode-B (etwa 50 Verbindungen bei 150 kHz Bandbreite, empfängt im 70-cm-Band und sendet im 2-m-Band) und ein Mode-L (nicht mehr in Betrieb, empfing im 23-cm-Band und sendete im 70-cm-Band). Der Satellit ist drallstabilisiert und dreht sich mit etwa 30 Umdrehungen pro Minute.
Als erster Amateurfunksatellit erlaubte er erstmals längere Funkverbindungen in alle Welt. Durch den Verlust des Bordcomputers im Dezember 1986 ist er inzwischen nicht mehr steuerbar, jedoch immer noch für Funkamateure nutzbar.